# Final do Campeonato Catarinense de Futebol de 2012 - Divisão de Acesso
A Final do Campeonato Catarinense de Futebol de 2012 - Divisão de Acesso foi a decisão da quinta edição desta competição. Realizou-se em duas partidas, com mando de campo alternado entre as duas equipes participantes Jaraguá e Caçador.
O Caçador venceu as duas partidas da final sobre o Jaraguá pelo mesmo placar, 1 a 0, e sagrou-se campeão estadual da Divisão de Acesso pela primeira vez em sua história.

## Vantagem
No regulamento da terceira divisão do certame catarinense, está previsto que Final será disputada pelas equipes que obtiveram as duas primeiras colocações na 1ª Fase (Turno e Returno), que jogam entre si em jogos de ida e volta, sendo mandante do jogo de volta (segunda partida) a equipe que obteve o maior número de pontos ganhos obtidos na 1ª Fase (Turno e Returno).
É considerada vencedora da disputa a equipe que, ao final do jogo de volta (segunda partida), obteve o maior número de pontos ganhos. Se após a realização do jogo de volta (segunda partida) as equipes terminem empatadas em número de pontos ganhos, independente do saldo de gols e dos outros índices técnicos, haverá uma prorrogação de 30 minutos, em dois tempos de 15, para se conhecer a vencedora da disputa. Caso ao final da prorrogação do jogo de volta persistir o empate, será considerada vencedora da disputa a equipe mandante do jogo de volta (segunda partida).
Somente a equipe campeã da Divisão de Acesso do Campeonato Catarinense de Futebol de 2012, será classificada para a disputa da Divisão Especial do Campeonato Catarinense de Futebol de 2013.

## Histórico recente
Neste campeonato foram 2 jogos disputados pela dupla de finalistas até esta final, e o equilíbrio predominou. Uma vitória para cada lado e, curiosamente, cada time venceu o seu jogo na casa do adversário.
Primeiro o Jaraguá bateu o Caçador por 2 a 0 no Estádio Carlos Alberto Costa Neves, na cidade de Caçador pela primeira rodada do campeonato. Depois, pela primeira rodada do returno, o Caçador venceu por 1 a 0 o Jaraguá no Estádio do Botafogo, em Jaraguá do Sul.

## Campanhas dos finalistas
As campanhas dos finalistas Jaraguá e Caçador, foram marcadas pelo grande equilíbrio entre as duas equipes e também por suas superioridades sobre os outros participantes. O equilíbrio foi tão grande, que o primeiro lugar na classificação foi decidido pelo saldo de gols, o Jaraguá ficando em primeiro com o saldo positivo de 22 gols e o Caçador em segundo com 18 gols.
| 1 | Jaraguá | 25 | 10 | 8 | 1 | 1 | 26 | 4 | 22 | 83% |
| 2 | Caçador | 25 | 10 | 8 | 1 | 1 | 23 | 5 | 18 | 83% |
| PG - pontos ganhos; J - jogos; V - vitórias; E - empates; D - derrotas; GP - gols pró; GC - gols contra; SG - saldo de gols; AP - aproveitamento em porcentagem |         |    |    |   |   |   |    |   |    |     |

## Primeira partida
| 21 de outubro | Caçador    | 1 x 0  | Jaraguá | Estádio Carlos Alberto Costa Neves, Caçador     |
| 16h30         | Gima 90+2' | Súmula |         | Público: 1,030 Árbitro: Leandro Messina Perrone |

| Cores do Time · Cores do Time · Cores do Time · Cores do Time · Cores do Time | Cores do Time · Cores do Time · Cores do Time · Cores do Time · Cores do Time |

| CAÇADOR:         |    |  |              |     |                               |
|                  |    |  |              |     |                               |
| G                | 1  |  | Charles      |     |                               |
| LD               | 2  |  | Johny        |     |                               |
| Z                | 3  |  | Maicon       |     | Penalizado com cartão amarelo |
| Z                | 4  |  | Josué        |     |                               |
| LE               | 6  |  | Vagner       | 64' |                               |
| V                | 5  |  | Thiago       |     | Penalizado com cartão amarelo |
| V                | 7  |  | Piter        |     |                               |
| V                | 8  |  | Douglas      |     |                               |
| M                | 10 |  | Danilo       | 65' |                               |
| A                | 11 |  | Sadan        |     |                               |
| A                | 9  |  | Gima         |     | Penalizado com cartão amarelo |
| Reservas:        |    |  |              |     |                               |
| G                | 12 |  | Alexandre    |     |                               |
| Z                | 13 |  | Sidney       |     |                               |
| V                | 14 |  | Guilherme    |     |                               |
| A                | 15 |  | Vandré       | 65' |                               |
| M                | 16 |  | André        | 64' |                               |
| M                | 17 |  | João Marcelo |     |                               |
| V                | 18 |  | Balotelli    |     |                               |
| Técnico:         |    |  |              |     |                               |
| Rafaelle Graniti |    |  |              |     |                               |

| JARAGUÁ:          |    |  |               |                               |                               |
|                   |    |  |               |                               |                               |
| G                 | 1  |  | Otávio        |                               |                               |
| LD                | 2  |  | Fabiano       |                               |                               |
| Z                 | 3  |  | Paganelli     |                               | Penalizado com cartão amarelo |
| Z                 | 4  |  | Ricardo       |                               | Penalizado com cartão amarelo |
| LE                | 6  |  | Jeferson      | 60'                           | Penalizado com cartão amarelo |
| V                 | 5  |  | Tufão         |                               |                               |
| V                 | 7  |  | Nando         | 18'                           |                               |
| V                 | 8  |  | Wilhian       |                               |                               |
| M                 | 10 |  | Torres        |                               | Penalizado com cartão amarelo |
| M                 | 11 |  | Pajé          | 82'                           |                               |
| A                 | 9  |  | Zamorano      |                               |                               |
| Reservas:         |    |  |               |                               |                               |
| G                 | 12 |  | Nei           |                               |                               |
| M                 | 13 |  | Geléia        | 18'                           |                               |
| LD                | 14 |  | Giovani       | 60'                           |                               |
| M                 | 15 |  | Zé Vitor      |                               |                               |
| Z                 | 16 |  | Claudenor     |                               |                               |
| A                 | 17 |  | Thiago        | Penalizado com cartão amarelo | 82'                           |
| A                 | 18 |  | Elder Deretti |                               |                               |
| Técnico:          |    |  |               |                               |                               |
| Rafael José Rocha |    |  |               |                               |                               |

## Segunda partida
| 27 de outubro | Jaraguá | 0 x 1  | Caçador   | Estádio do Botafogo, Jaraguá do Sul     |
| 16h00         |         | Súmula | 79' Sadan | Público: 578 Árbitro: Jefferson Schmidt |

| Cores do Time · Cores do Time · Cores do Time · Cores do Time · Cores do Time | Cores do Time · Cores do Time · Cores do Time · Cores do Time · Cores do Time |

| JARAGUÁ:          |    |  |               |     |                               |
|                   |    |  |               |     |                               |
| G                 | 1  |  | Otávio        |     |                               |
| LD                | 2  |  | Fabiano       |     | Expulso                       |
| Z                 | 3  |  | Paganelli     |     | Penalizado com cartão amarelo |
| Z                 | 4  |  | Ricardo       |     | Expulso                       |
| LE                | 6  |  | Jeferson      |     |                               |
| V                 | 5  |  | Tufão         | 64' |                               |
| V                 | 7  |  | Zé Vitor      | 89' |                               |
| V                 | 8  |  | Wilhian       |     | Penalizado com cartão amarelo |
| M                 | 10 |  | Torres        |     |                               |
| M                 | 11 |  | Thiago        | 74' |                               |
| A                 | 9  |  | Zamorano      |     |                               |
| Reservas:         |    |  |               |     |                               |
| G                 | 12 |  | Nei           |     |                               |
| Z                 | 13 |  | Bruno Bezerra |     |                               |
| LD                | 14 |  | Giovani       | 89' |                               |
| V                 | 15 |  | Diogo         |     |                               |
| Z                 | 16 |  | Claudenor     |     |                               |
| M                 | 17 |  | Geléia        | 64' |                               |
| A                 | 18 |  | Elder Deretti | 74' | Penalizado com cartão amarelo |
| Técnico:          |    |  |               |     |                               |
| Rafael José Rocha |    |  |               |     |                               |

| CAÇADOR:         |    |  |                |     |                                         |
|                  |    |  |                |     |                                         |
| G                | 1  |  | Charles        |     |                                         |
| LD               | 2  |  | Alex Lira      | 47' |                                         |
| Z                | 3  |  | Maicon         |     |                                         |
| Z                | 4  |  | Josué          |     | Penalizado com cartão amarelo           |
| LE               | 6  |  | Johny          |     | Penalizado com cartão amarelo           |
| V                | 5  |  | Thiago         |     |                                         |
| V                | 7  |  | Piter          |     |                                         |
| V                | 8  |  | Douglas        |     | Penalizado com cartão amarelo · Expulso |
| M                | 10 |  | Danilo         | 62' | Penalizado com cartão amarelo           |
| A                | 11 |  | Sadan          |     | Penalizado com cartão amarelo           |
| A                | 9  |  | Gima           | 69' | Penalizado com cartão amarelo           |
| Reservas:        |    |  |                |     |                                         |
| G                | 12 |  | Alexandre      |     |                                         |
| Z                | 13 |  | Sidney         |     |                                         |
| V                | 14 |  | Guilherme      |     |                                         |
| A                | 15 |  | Vandré         | 62' | Penalizado com cartão amarelo           |
| M                | 16 |  | André          |     |                                         |
| M                | 17 |  | João Marcelo   | 69' | Penalizado com cartão amarelo           |
| LD               | 18 |  | Anderson Grilo | 47' | Penalizado com cartão amarelo           |
| Técnico:         |    |  |                |     |                                         |
| Rafaelle Graniti |    |  |                |     |                                         |

## Campeão geral
| Campeonato Catarinense de 2012 - Divisão de Acesso |
| -------------------------------------------------- |
| Caçador 1º Título                                  |